# Karin Struck
Karin Struck (ur. 14 maja 1947 w Schlagtow koło Greifswaldu, zm. 6 lutego 2006 w Monachium) – pisarka niemiecka.
Pochodziła z rodziny rolniczej, która po kolektywizacji rolnictwa w NRD uciekła w 1953 do RFN. Karin Struck zdała w 1966 w Bielefeld maturę i studiowała romanistykę, germanistykę i politologię na uniwersytetach w Bochum, Bonn i Düsseldorfie. Działaczka ruchów lewicowych m.in. należała do Sozialistischer Deutscher Studentenbund (Niemieckiego Socjalistycznego Związku Studentów), później wstąpiła do Niemieckiej Partii Komunistycznej, skąd wystąpiła w roku 1973 w proteście przeciwko traktowaniu Aleksandra Sołżenicyna przez władze radzieckie.
W latach 70. i 80. XX wieku była jedną z najpopularniejszych pisarek niemieckich. Nagradzana, zapraszana na wykłady i na łamy największych pism. Debiutowała autobiograficzną powieścią Klassenliebe (1973). Była zaliczana do nurtu literatury niemieckiej Neue Innerlichkeit, obok m.in. Christy Wolf i Petera Handkego. Otrzymała kilka wyróżnień literackich, m.in. Rauriser Literaturpreis (1974) i Andreas-Gryphius-Preise (1975).
14 lipca 1975 roku poddała się zabiegowi aborcji, co później bardzo odcisnęło się na jej zdrowiu psychicznym. Stała się znaną przeciwniczką aborcji. W 1992 roku wydała książkę Widzę moje dziecko we śnie, w której sprzeciwiła się aborcji i opisała własne przeżycia. Spowodowało to konsternację, a następnie ostracyzm środowiska, które wcześniej hołubiło Karin. Wydawcy przestali drukować jej książki, gazety rezygnowały ze współpracy, pisma literackie „nabrały wody w usta” i przestały zajmować się twórczością Karin Struck.
W połowie lat 90. przyjęła wiarę katolicką. Głośne było jej wystąpienie w czasie programu telewizyjnego NDR Talk Show w lipcu 1992, kiedy rzuciła w stronę gości w studiu (wśród których była ówczesna minister ds. kobiet Angela Merkel) mikrofon i kieliszek.
Była dwukrotnie zamężna, miała czworo dzieci. Zmarła po długiej chorobie nowotworowej.
Pisarstwu Niemki jest poświęcona rozprawa doktorska Małgorzaty Czarneckiej Konstrukcja mitu matki w prozie Karin Struck, przygotowana pod kierunkiem Mirosławy Czarneckiej i obroniona w 2000 na Uniwersytecie Wrocławskim.

## Dorobek literacki
- Klassenliebe (1973)
- Die Mutter (1975)
- Lieben (1977)
- Die liebenswerte Greisin (1977)
- Trennung (1978)
- Die Herberge (1981)
- Kindheits Ende (1982)
- Zwei Frauen (1982)
- Finale (1984)
- Glut und Asche (1985)
- Bitteres Wasser (1988)
- Blaubarts Schatten (1991)
- Widzę moje dziecko we śnie – Ich sehe mein Kind im Traum (1992)
- Männertreu (1992)
- Ingeborg B. (1993)